# Súper Rugby
El Súper Rugby, anteriormente conocido como Súper 15, Súper 14 y Súper 12, es el campeonato profesional de rugby más importante del hemisferio sur, integrado por equipos de Nueva Zelanda, Fiyi, Australia y hasta 2020 contó con la participación de Sudáfrica, Argentina y Japón. La liga tuvo sus orígenes en el Campeonato Super 10 de 1993 donde la formaban originariamente diez equipos.
Nueva Zelanda, Australia y Sudáfrica dominaron entre 1987 y 1995 las copas mundiales y tras la apertura del profesionalismo en 1995, crearon una organización llamada SANZAR (actualmente denominada SANZAAR con la adhesión de Argentina) para organizar, en 1996, la liga profesional Súper 12 y el The Rugby Championship.

## Historia

### Era del Súper 12
En 1996 se establece la competencia con doce equipos participantes, tres equipos australianos, cuatro sudafricanos y cinco neozelandeses. La temporada comenzó en febrero de ese año y finalizó en mayo. Entre los participantes se destaca que los equipos neozelandeses y los australianos eran equipos regionales, es decir, que representaban una provincia o región en particular, mientras que los equipos sudafricanos se clasificaban mediante la Currie Cup, competencia local.
Wellington Hurricanes y Auckland Blues abrieron la temporada el 1 de marzo del mismo año en el Arena Manawatu en Nueva Zelanda. La competencia estuvo dividida en dos fases, la fase regular, donde todos los equipos se enfrentaban entre sí a ida y vuelta y la segunda fase, de play offs, donde los mejores cuatro participaban en semifinales y luego una final para definir al campeón del certamen. Auckland Blues fueron los primeros campeones, al vencer 45 a 21 a los Natal Sharks. Al siguiente año, los "Blues" retuvieron el título.
En 1998 se enfrentaron los Blues y los Canterbury Crusaders, estos últimos se proclamaron campeones y comenzaron un ciclo de tres títulos consecutivos.
A comienzos del 2000, Sudáfrica cambió su modelo y decidió crear franquicias para que participen en el certamen.

### Primera expansión, Súper 14
En el 2004 y tras firmar la SANZAR un nuevo contrato televisivo se decidió ampliar la cantidad de participantes agregando dos franquicias más, una sudafricana y una australiana. Tras esto, el campeonato aumentó también la cantidad de partidos aunque la segunda fase se mantuvo igual.
Esta expansión generó expectativa en otros países del hemisferio sur, quienes esperaban tener un representante, sin embargo, SANZAR decidió ampliar la liga entre sus miembros y no abrirla. Argentina estaba entre los planes para la expansión, pero los costos de viaje y la falta de una planificación certera por parte de la IRB fueron los justificativos para no agregarla.
Western Force por parte de Australia y Central Cheetahs por Sudáfrica fueron los nuevos equipos en acceder a la competencia. Ambos equipos no tuvieron buenas temporadas y finalizaron último y décimo respectivamente. Otro cambio fue la supuesta implementación de un sistema de relevos para los equipos sudafricanos, ya que surgió una nueva franquicia que pidió participar, sin embargo, dicho relevo no se dio.
En el 2007, y en vistas a la Copa del Mundo de ese año, varios jugadores neozelandeses no compitieron de manera regular con sus respectivos equipos. En esa temporada se dio por primera vez una final entre equipos sudafricanos, donde los Bulls derrotaron a los Sharks.

### Segunda expansión, Súper Rugby con 15 franquicias
El cambio más grande que surgió en la competencia se dio para el 2011, Australia tendría un equipo participante más y el torneo pasaría a disputarse en conferencias, ampliando también la fase final. Todos estos cambios llevaron al Melbourne Rebels a ingresar a la competencia y así cada país estaba representado por la misma cantidad de equipos(5 equipos cada país). Además, al estar dividido en conferencias, cada país se aseguraba un representante en la segunda fase, y se agregaron dos equipos más en ella, los cuales accedían mediante la tabla general.

### Tercera expansión. Súper Rugby con 18 franquicias
Para la temporada 2016, SANZAAR anunció que se sumarían 3 equipos, y se llegaría a un total de 18 participantes. Esta expansión incluía sumar nuevos países a la competición, tales como, Argentina, Canadá, Estados Unidos, Japón y otros países de Asia. Un tiempo después se comfirmó que a las 15 franquicias que ya disputaban el torneo se sumarían Southern Kings de Sudáfrica, una franquicia argentina dependiente de la UAR, y un equipo a confirmar.
Meses más tarde, SANZAR confirmó que la última franquicia sería o un equipo de Japón o Singapur, "Sunwolves", y al ser estos dos los únicos países interesados en poseer una franquicia el 25 de octubre de 2014 se confirmó que la plaza perteneceria a Japón. La decisión tuvo como fuerte base una mayor relación histórica del país con el deporte y además este sería sede del mundial de 2019.
Entre los motivos de la expansión estaba el hecho de existir una sexta franquicia sudafricana en condiciones de participar, y agregar una franquicia Argentina ya que, últimamente, las franquicias sudafricanas estaban teniendo muy malos resultados, como los Lions, penúltimos en 2011 y últimos en 2008, 2010 y 2012.
El torneo se dividirá en dos grupos, que a su vez se subdividen en dos conferencias cada uno:
| - Grupo Sudafricano - Conferencia Sudáfrica 1 - Conferencia Sudáfrica 2 | - Grupo Australasia - Conferencia Australia - Conferencia Nueva Zelanda |

El grupo Sudafricano tuvo dos conferencias de cuatro equipos cada una, en una participó la franquicia argentina (Jaguares) y en la otra la franquicia japonesa (Sunwolves). En el grupo de Australasia, las conferencias de Australia y Nueva Zelanda se integraban por 5 franquicias cada una.
Hubo partidos de ida y vuelta contra los equipos de la misma conferencia, y entre equipos de una conferencia de las dos conferencias del mismo grupo. Después de completar la etapa regular de las conferencias, llegaba una fase de playoffs a partir de cuartos de final. La final sería entonces entre el ganador de «Sudáfrica» y el ganador de «Australia-Nueva Zelanda».

### Súper Rugby reducido a 15 franquicias
En la edición 2018 se produjeron modificaciones considerables en el formato del torneo, reduciéndose la cantidad de equipos de 18 a 15, y también la cantidad de grupos o conferencias, de cuatro a tres.
De cara a la temporada de 2018 se volvió a modificar el formato del torneo y este se redujo a 15 participantes nuevamente con la exclusión por motivos financieros de los Western Force australianos y la marcha de los Cheetahs y los Southern Kings sudafricanos al campeonato del hemisferio norte del Pro14.
En 2019 se decidió que el equipo japonés Sunwolves quedaría fuera de la competencia a partir de la temporada 2021, y el torneo se disputará entre 14 equipos de Nueva Zelanda (5), Australia (4), Sudáfrica (4) y Argentina (1), mediante el sistema de todos contra todos.

### Abandono de los equipos de Sudáfrica
La temporada regular 2020 fue suspendida debido a la Pandemia de COVID-19 y reemplazada por torneos disputados entre equipos de super rugby de un mismo país, a medida que lo permitían las restricciones gubernamentales.
A consecuencia de la pandemia de COVID-19 franquicias de Nueva Zelanda disputaron en 2020 y 2021, el Súper Rugby Aotearoa, mientras tanto los australianos formaron el Súper Rugby Australia, los sudafricanos disputaron solo por la temporada 2020, el Super Rugby Unlocked. La primera en poder hacerlo fue la conferencia neozelandesa, mediante un torneo denominado Súper Rugby Aotearoa iniciado el 13 de junio de 2020.
En 2020, durante de la pandemia de COVID-19, los equipos sudafricanos decidieron abandonar el Super Rugby buscando unirse a un torneo de Europa, el torneo al que ingresaron fue el Pro14, un torneo que agrupa a clubes de Escocia, Italia, Irlanda y Gales, con la inclusión de los equipos sudafricanos, el torneo cambió su denominación a United Rugby Championship, uno de los factores importantes en la toma de la decisión fueron los largos viajes a Nueva Zelanda y Australia que impedía que los equipos disputaran sus encuentros en la zona horaria correspondiente a Sudáfrica, con la inclusión en el torneo los equipos de Sudáfrica podrán clasificar a la Copa de Campeones Europeos de Rugby.

### Actualidad
Durante la temporada 2021, además de los torneos locales de Australia y Nueva Zelanda, se conformó el Súper Rugby Trans-Tasman, base para el futuro Súper Rugby Pacific.
Luego del abandono de los equipos de Sudáfrica, Argentina y Japón, el torneo pasó a denominarse Súper Rugby Pacific. conformándose con cinco equipos de Nueva Zelanda y cinco de Australia, además se incorporó una franquicia de Fiyi (Fijian Drua) y una conformada por jugadores de las islas del Pacífico (Moana Pasifika).

## Forma de disputa
Fase regular
La fase regular consta de 15 fechas que se disputan en igual cantidad de semanas sucesivas. Cada equipo queda libre en una fecha y debe disputar 14 partidos:
- once contra cada uno de los demás equipos;
- tres contra los equipos de su mismo país (Fijian Drua jugará con australianos y Moana Pasifika contra equipos de Nueva Zelanda);

Puntuación
Para ordenar a los equipos en la tabla de posiciones se los puntuará según los resultados obtenidos.
- 4 puntos por victoria.
- 2 puntos por empate.
- 0 puntos por derrota.
- 1 punto bonus por ganar haciendo 3 o más tries que el rival.
- 1 punto bonus por perder por siete o menos puntos de diferencia.

Eliminatorias
Los seis mejores equipos en la tabla general clasificarán a las finales de clasificación.
En caso de empate en puntos, corresponde aplicar las siguientes reglas de desempate:
1. Mayor cantidad de partidos ganados;
2. Mayor diferencia de puntos;
3. Mayor cantidad de tries;
4. Mejor diferencia de tries favor y en contra;
5. Sorteo tirando una moneda.

Los ganadores de las finales de clasificación y el perdedor con mejor posición en la fase regular avanzarán a las semifinales, donde el mayor cabeza de serie es local y enfrenta al de menor posición. El ganador de cada semifinal pasa a la final, en la sede del equipo de mayor cabeza de serie.
En caso de empate al finalizar el tiempo reglamentario en la etapa eliminatoria, los equipos disputarán dos tiempos suplementarios de 10 minutos cada uno. Si finalizados los mismos continúa el empate, se debe resolver a primera diferencia ("muerte súbita") durante un tiempo de 10 minutos, sorteándose qué equipo patea la salida y el campo correspondiente a cada uno.
El equipo ganador de la final se proclama campeón.

### Reglas especiales
El Súper Rugby aplica reglas especiales que lo diferencian de las generales del rugby establecidas por la World Rugby (WR). Las dos principales son:
- El punto bonus ofensivo se obtiene cuando el equipo vencedor anota tres o más tries que su oponente. Esta regla se diferencia de la sancionada por la WR, que asigna un punto bonus al equipo que anota cuatro tries o más, sin relación alguna con la cantidad anotada por el oponente.[20]
- En caso de penal una vez que ha sonado la sirena de final del tiempo de juego, el equipo favorecido con la sanción tiene la opción de patear al touch y obtener un line out.

## Equipos participantes
Temporada 2025
| Franquicia     | Ciudad/Región            | Estadio                         | Capacidad     | Primera Temporada |
| -------------- | ------------------------ | ------------------------------- | ------------- | ----------------- |
| Blues          | Auckland                 | Eden Park                       | 50.000        | 1996              |
| Brumbies       | Canberra                 | GIO Stadium                     | 25.000        | 1996              |
| Chiefs         | Hamilton, Waikato        | FMG Stadium Waikato             | 25.800        | 1996              |
| Crusaders      | Christchurch             | Rugby League Park               | 18.000        | 1996              |
| Fijian Drua    | Suva, Fiyi               | HFC Bank Stadium Churchill Park | 15.000 18.000 | 2022              |
| Highlanders    | Dunedin, Otago           | Forsyth Barr Stadium            | 30.748        | 1996              |
| Hurricanes     | Wellington               | Sky Stadium                     | 34.500        | 1996              |
| Moana Pasifika | Auckland                 | Mount Smart Stadium             | 30.000        | 2022              |
| Reds           | Brisbane, Queensland     | Suncorp Stadium                 | 52.500        | 1996              |
| Waratahs       | Sydney, New South Wales  | Sydney Football Stadium         | 45.500        | 1996              |
| Western Force  | Perth, Western Australia | NIB Stadium                     | 25.000        | 2006              |

## Historial de campeones
| Año  | Cant. de equipos |                                                    | Final                                              | Final                                              | Final                                              |                                                    | Semifinalistas                                     | Semifinalistas                                     |                                                    |                                                    |                                                    |                                                    |                                                    |                                                    |                                                    |                                                    |                                                    |                                                    |                                                    |
| Año  | Cant. de equipos | Campeón                                            | Resultado                                          | Subcampeón                                         | 1.er semifinalista                                 | 2.º semifinalista                                  |                                                    |                                                    |                                                    |                                                    |                                                    |                                                    |                                                    |                                                    |                                                    |                                                    |                                                    |                                                    |                                                    |
| 1996 | 12               | Blues                                              | 45 – 21                                            | Natal Sharks                                       | Reds                                               | Blue Bulls                                         |                                                    |                                                    |                                                    |                                                    |                                                    |                                                    |                                                    |                                                    |                                                    |                                                    |                                                    |                                                    |                                                    |
| 1997 | 12               | Blues                                              | 23 – 7                                             | Brumbies                                           | Hurricanes                                         | Natal Sharks                                       |                                                    |                                                    |                                                    |                                                    |                                                    |                                                    |                                                    |                                                    |                                                    |                                                    |                                                    |                                                    |                                                    |
| 1998 | 12               | Crusaders                                          | 20 – 13                                            | Blues                                              | Natal Sharks                                       | Highlanders                                        |                                                    |                                                    |                                                    |                                                    |                                                    |                                                    |                                                    |                                                    |                                                    |                                                    |                                                    |                                                    |                                                    |
| 1999 | 12               | Crusaders                                          | 24 – 19                                            | Highlanders                                        | Reds                                               | Stormers                                           |                                                    |                                                    |                                                    |                                                    |                                                    |                                                    |                                                    |                                                    |                                                    |                                                    |                                                    |                                                    |                                                    |
| 2000 | 12               | Crusaders                                          | 20 – 19                                            | Brumbies                                           | Highlanders                                        | Cats                                               |                                                    |                                                    |                                                    |                                                    |                                                    |                                                    |                                                    |                                                    |                                                    |                                                    |                                                    |                                                    |                                                    |
| 2001 | 12               | Brumbies                                           | 36 – 6                                             | Sharks                                             | Cats                                               | Reds                                               |                                                    |                                                    |                                                    |                                                    |                                                    |                                                    |                                                    |                                                    |                                                    |                                                    |                                                    |                                                    |                                                    |
| 2002 | 12               | Crusaders                                          | 31 – 13                                            | Brumbies                                           | Waratahs                                           | Highlanders                                        |                                                    |                                                    |                                                    |                                                    |                                                    |                                                    |                                                    |                                                    |                                                    |                                                    |                                                    |                                                    |                                                    |
| 2003 | 12               | Blues                                              | 21 – 17                                            | Crusaders                                          | Hurricanes                                         | Brumbies                                           |                                                    |                                                    |                                                    |                                                    |                                                    |                                                    |                                                    |                                                    |                                                    |                                                    |                                                    |                                                    |                                                    |
| 2004 | 12               | Brumbies                                           | 47 – 38                                            | Crusaders                                          | Stormers                                           | Chiefs                                             |                                                    |                                                    |                                                    |                                                    |                                                    |                                                    |                                                    |                                                    |                                                    |                                                    |                                                    |                                                    |                                                    |
| 2005 | 12               | Crusaders                                          | 35 – 25                                            | Waratahs                                           | Bulls                                              | Hurricanes                                         |                                                    |                                                    |                                                    |                                                    |                                                    |                                                    |                                                    |                                                    |                                                    |                                                    |                                                    |                                                    |                                                    |
| 2006 | 14               | Crusaders                                          | 19 – 12                                            | Hurricanes                                         | Waratahs                                           | Bulls                                              |                                                    |                                                    |                                                    |                                                    |                                                    |                                                    |                                                    |                                                    |                                                    |                                                    |                                                    |                                                    |                                                    |
| 2007 | 14               | Bulls                                              | 20 – 19                                            | Sharks                                             | Crusaders                                          | Blues                                              |                                                    |                                                    |                                                    |                                                    |                                                    |                                                    |                                                    |                                                    |                                                    |                                                    |                                                    |                                                    |                                                    |
| 2008 | 14               | Crusaders                                          | 20 – 12                                            | Waratahs                                           | Sharks                                             | Hurricanes                                         |                                                    |                                                    |                                                    |                                                    |                                                    |                                                    |                                                    |                                                    |                                                    |                                                    |                                                    |                                                    |                                                    |
| 2009 | 14               | Bulls                                              | 61 – 17                                            | Chiefs                                             | Hurricanes                                         | Crusaders                                          |                                                    |                                                    |                                                    |                                                    |                                                    |                                                    |                                                    |                                                    |                                                    |                                                    |                                                    |                                                    |                                                    |
| 2010 | 14               | Bulls                                              | 25 – 17                                            | Stormers                                           | Crusaders                                          | Waratahs                                           |                                                    |                                                    |                                                    |                                                    |                                                    |                                                    |                                                    |                                                    |                                                    |                                                    |                                                    |                                                    |                                                    |
| 2011 | 15               | Reds                                               | 18 – 13                                            | Crusaders                                          | Blues                                              | Stormers                                           |                                                    |                                                    |                                                    |                                                    |                                                    |                                                    |                                                    |                                                    |                                                    |                                                    |                                                    |                                                    |                                                    |
| 2012 | 15               | Chiefs                                             | 37 – 6                                             | Sharks                                             | Crusaders                                          | Stormers                                           |                                                    |                                                    |                                                    |                                                    |                                                    |                                                    |                                                    |                                                    |                                                    |                                                    |                                                    |                                                    |                                                    |
| 2013 | 15               | Chiefs                                             | 27 – 22                                            | Brumbies                                           | Crusaders                                          | Bulls                                              |                                                    |                                                    |                                                    |                                                    |                                                    |                                                    |                                                    |                                                    |                                                    |                                                    |                                                    |                                                    |                                                    |
| 2014 | 15               | Waratahs                                           | 33 – 32                                            | Crusaders                                          | Brumbies                                           | Sharks                                             |                                                    |                                                    |                                                    |                                                    |                                                    |                                                    |                                                    |                                                    |                                                    |                                                    |                                                    |                                                    |                                                    |
| 2015 | 15               | Highlanders                                        | 21 – 14                                            | Hurricanes                                         | Waratahs                                           | Brumbies                                           |                                                    |                                                    |                                                    |                                                    |                                                    |                                                    |                                                    |                                                    |                                                    |                                                    |                                                    |                                                    |                                                    |
| 2016 | 18               | Hurricanes                                         | 20 – 3                                             | Lions                                              | Chiefs                                             | Highlanders                                        |                                                    |                                                    |                                                    |                                                    |                                                    |                                                    |                                                    |                                                    |                                                    |                                                    |                                                    |                                                    |                                                    |
| 2017 | 18               | Crusaders                                          | 25 – 17                                            | Lions                                              | Hurricanes                                         | Chiefs                                             |                                                    |                                                    |                                                    |                                                    |                                                    |                                                    |                                                    |                                                    |                                                    |                                                    |                                                    |                                                    |                                                    |
| 2018 | 15               | Crusaders                                          | 37 – 18                                            | Lions                                              | Hurricanes                                         | Waratahs                                           |                                                    |                                                    |                                                    |                                                    |                                                    |                                                    |                                                    |                                                    |                                                    |                                                    |                                                    |                                                    |                                                    |
| 2019 | 15               | Crusaders                                          | 19 – 3                                             | Jaguares                                           | Hurricanes                                         | Brumbies                                           |                                                    |                                                    |                                                    |                                                    |                                                    |                                                    |                                                    |                                                    |                                                    |                                                    |                                                    |                                                    |                                                    |
| 2020 | 15               | Torneo cancelado debido a la Pandemia de COVID-19. | Torneo cancelado debido a la Pandemia de COVID-19. | Torneo cancelado debido a la Pandemia de COVID-19. | Torneo cancelado debido a la Pandemia de COVID-19. | Torneo cancelado debido a la Pandemia de COVID-19. | Torneo cancelado debido a la Pandemia de COVID-19. | Torneo cancelado debido a la Pandemia de COVID-19. | Torneo cancelado debido a la Pandemia de COVID-19. | Torneo cancelado debido a la Pandemia de COVID-19. | Torneo cancelado debido a la Pandemia de COVID-19. | Torneo cancelado debido a la Pandemia de COVID-19. | Torneo cancelado debido a la Pandemia de COVID-19. | Torneo cancelado debido a la Pandemia de COVID-19. | Torneo cancelado debido a la Pandemia de COVID-19. | Torneo cancelado debido a la Pandemia de COVID-19. | Torneo cancelado debido a la Pandemia de COVID-19. | Torneo cancelado debido a la Pandemia de COVID-19. | Torneo cancelado debido a la Pandemia de COVID-19. |
| 2022 | 12               | Crusaders                                          | 21 – 7                                             | Blues                                              | Chiefs                                             | Brumbies                                           |                                                    |                                                    |                                                    |                                                    |                                                    |                                                    |                                                    |                                                    |                                                    |                                                    |                                                    |                                                    |                                                    |
| 2023 | 12               | Crusaders                                          | 25 – 20                                            | Chiefs                                             | Blues                                              | Brumbies                                           |                                                    |                                                    |                                                    |                                                    |                                                    |                                                    |                                                    |                                                    |                                                    |                                                    |                                                    |                                                    |                                                    |
| 2024 | 12               | Blues                                              | 41 – 10                                            | Chiefs                                             | Brumbies                                           | Hurricanes                                         |                                                    |                                                    |                                                    |                                                    |                                                    |                                                    |                                                    |                                                    |                                                    |                                                    |                                                    |                                                    |                                                    |
| 2025 | 11               | Crusaders                                          | 16 – 12                                            | Chiefs                                             | Brumbies                                           | Blues                                              |                                                    |                                                    |                                                    |                                                    |                                                    |                                                    |                                                    |                                                    |                                                    |                                                    |                                                    |                                                    |                                                    |

Referencias:  Argentina -  Australia -  Nueva Zelanda -  Sudáfrica

### Torneos locales
| Año  | Super Rugby AU | Súper Rugby Aotearoa | Super Rugby Unlocked | Super Rugby Trans-Tasman |
| ---- | -------------- | -------------------- | -------------------- | ------------------------ |
| 2020 | Brumbies       | Crusaders            | Bulls                | -                        |
| 2021 | Reds           | Crusaders            | -                    | Blues                    |

## Palmarés
Actualizado hasta temporada 2025
| Clasificación por franquicias | Clasificación por franquicias | Clasificación por franquicias |
| Equipo                        | Títulos                       | segundo puesto                |
| ----------------------------- | ----------------------------- | ----------------------------- |
| Crusaders                     | 13                            | 4                             |
| Blues                         | 4                             | 2                             |
| Bulls                         | 3                             | 0                             |
| Brumbies                      | 2                             | 4                             |
| Chiefs                        | 2                             | 4                             |
| Waratahs                      | 1                             | 2                             |
| Hurricanes                    | 1                             | 2                             |
| Highlanders                   | 1                             | 1                             |
| Reds                          | 1                             | 0                             |
| Sharks                        | 0                             | 4                             |
| Lions                         | 0                             | 3                             |
| Stormers                      | 0                             | 1                             |
| Jaguares                      | 0                             | 1                             |

Referencias:
 Argentina -  Australia -  Nueva Zelanda -  Japón -  Sudáfrica
| Clasificación por países | Clasificación por países | Clasificación por países | Clasificación por países |
| País                     | Títulos                  | segundo puesto           | Con representación       |
| ------------------------ | ------------------------ | ------------------------ | ------------------------ |
| Nueva Zelanda            | 21                       | 13                       | desde 1996               |
| Australia                | 4                        | 6                        | desde 1996               |
| Sudáfrica                | 3                        | 8                        | 1996-2020                |
| Argentina                | −                        | 1                        | 2016-2020                |
| Japón                    | −                        | −                        | 2016-2020                |
| Fiyi                     | −                        | −                        | Desde 2022               |

## Récords de la competencia

### Récords de los equipos

#### Por partido
- Puntuación más alta: 96 puntos – Crusaders derrotaron a Waratahs 96–19, 2002
- Puntuación más baja: 0 puntos – Reds derrotaron a Hurricanes 11–0, 1999; Brumbies derrotaron a Bulls 15–0, 1999; Sharks derrotaron a Bulls 29–0, 1999; Brumbies derrotaron a Cats 64–0, 2000; Highlanders derrotaron a Bulls 23–0, 2005; Blues derrotaron a Brumbies 17–0, 2006; Brumbies derrotaron a Reds 36–0, 2007; Crusaders derrotaron a Western Force 53–0, 2008; Crusaders derrotaron a Stormers 22–0, 2009; Highlanders derrotaron a Crusaders 6–0, 2009; Stormers derrotaron a Highlanders 33 – 0, 2011; Waratahs derrotaron a Rebels 43–0, Crusaders derrotaron a Bulls 27–0; Brumbies derrotaron a Reds 29–0, 2015; Sharks derrotaron a Kings 53-0, 2016; Hurricanes derrotaron a Sharks 41-0, 2016; Crusaders derrotaron a Highlanders 17-0 2017; Lions derrotaron a Waratahs 29-0 2018
- Puntuación combinada más alta: 137 puntos – Chiefs derrotaron a Lions 72–65, 2010
- Puntuación combinada más baja: 6 puntos – Highlanders derrotaron a Crusaders 6–0, 2009
- Margen de victoria más amplio: 89 puntos – Bulls derrotaron a Reds 92–3, 2007
- Puntuación más alta de visitante: 83 puntos – Hurricanes derrotaron a Sunwolves 83-17, 2017
- Más tries en un partido por un equipo: 14 por Crusaders (v Waratahs), 2002; 14 por Lions (v Sunwolves), 2017
- Más tries en un partido por ambos equipos: 18 por Lions y Chiefs, 2010

#### Temporada o racha
- Más victorias consecutivas: 16 victorias – Crusaders, 2005/06
- Más derrotas consecutivas en una temporada: 13 derrotas – Lions, 2010
- Más derrotas consecutivas: 17 derrotas – Lions, 15 de mayo de 2009 a 12 de marzo de 2011
- Más tries en una temporada: 97 tries – Hurricanes, 2017
- Menos tries en una temporada: 13 tries – Lions, 2007
- Más victorias en una temporada regular: 14 victorias – Stormers (2012); Hurricanes (2015); Crusaders (2017); Lions (2017)
- Más victorias en una temporada completa: 17 wins – Crusaders (2017)
- Menos victorias en una temporada: 0 victorias – Bulls, 2002, Lions, 2010 temporada regular
- Menos derrotas en una temporada: 0 derrotas – Blues, 1997; Crusaders, 2002
- Más victorias consecutivas de local: 26 victorias – Crusaders 2004–2006
- Más puntos cedidos en una temporada: 684 – Kings, 2016
- Mayor diferencia de puntos concedidos en una temporada: 402 – Kings, 2016

### Récords individuales

#### Carrera
- Puntos: 1708 – Daniel Carter, Crusaders
- Tries: 59 — Doug Howlett, Blues
- Conversiones: 185 – Daniel Carter, Crusaders
- Penalties: 202 – Andrew Mehrtens, Crusaders
- Try más rápido: 8 seconds – Bryan Habana, Stormers
- Juegos consecutivos: 104 – Caleb Ralph, Crusaders
- Más Caps: 200 – Wyatt Crockett, Crusaders

#### Temporada
- Puntos: 263 – Morné Steyn, Bulls, 2010
- Tries: 16 – Ben Lam, Hurricanes, 2018
- Conversiones: 52 – Elton Jantjies, Lions, 2017
- Penalties: 51 – Morné Steyn, Bulls, 2010
- Goles de campo: 11 – Morné Steyn, Bulls, 2009

#### Partido
- Puntos: 50 – Gavin Lawless, Sharks
- Tries: 4 – Joe Roff (Brumbies), Gavin Lawless & Stefan Terblanche (Sharks), Joeli Vidiri, Doug Howlett & Mils Muliaina (Blues), Sean Maitland & Caleb Ralph (Crusaders), Sitiveni Sivivatu, Asaeli Tikoirotuma & Charlie Ngatai (Chiefs), Drew Mitchell (Waratahs), Huw Jones (Stormers), Courtnall Skosan (Lions), Ben Lam & Ngani Laumape (Hurricanes), Madosh Tambwe (Lions)
- Conversiones: 13 – Andrew Mehrtens, Crusaders
- Penalties: 9 – Elton Jantjies, Lions
- Goles de campo: 4 – Morné Steyn, Bulls